# Natasha Zvereva
Natasha Zvereva (anteriormente Natalia Zvereva, Minsk, 16 de abril de 1971) é uma ex-tenista profissional bielorrussa, conhecida por ser uma especialista em duplas.

## Grand Slam finais

### Simples: 1 (0 título, 1 vice)
| Posição | Ano  | Campeonato    | Piso   | Oponente    | Placar   |
| ------- | ---- | ------------- | ------ | ----------- | -------- |
| Vice    | 1988 | Roland Garros | Saibro | Steffi Graf | 6–0, 6–0 |

#### Duplas: 31 (18 títulos, 13 vices)
| Posição | Ano  | Campeonato              | Piso   | Parceira          | Oponentes                                 | Placar              |
| ------- | ---- | ----------------------- | ------ | ----------------- | ----------------------------------------- | ------------------- |
| Vice    | 1988 | Wimbledon (1)           | Grama  | Larisa Savchenko  | Steffi Graf Gabriela Sabatini             | 6–3, 1–6, 12–10     |
| Campeã  | 1989 | Roland Garros (1)       | Saibro | Larisa Savchenko  | Steffi Graf Gabriela Sabatini             | 6–4, 6–4            |
| Vice    | 1989 | Wimbledon (2)           | Grama  | Larisa Savchenko  | Jana Novotná Helena Suková                | 6–1, 6–2            |
| Vice    | 1990 | Roland Garros (1)       | Saibro | Larisa Savchenko  | Jana Novotná Helena Suková                | 6–4, 7–5            |
| Vice    | 1991 | Roland Garros (2)       | Saibro | Larisa Savchenko  | Gigi Fernández Jana Novotná               | 6–4, 6–0            |
| Campeã  | 1991 | Wimbledon (1)           | Grama  | Larisa Savchenko  | Gigi Fernández Jana Novotná               | 6–4, 3–6, 6–4       |
| Campeã  | 1991 | US Open (1)             | Duro   | Pam Shriver       | Jana Novotná Larisa Savchenko             | 6–4, 4–6, 7–6(7–5)  |
| Campeã  | 1992 | Roland Garros (2)       | Saibro | Gigi Fernández    | Conchita Martínez Arantxa Sánchez Vicario | 6–3, 6–2            |
| Campeã  | 1992 | Wimbledon (2)           | Grama  | Gigi Fernández    | Jana Novotná Larisa Savchenko             | 6–4, 6–1            |
| Campeã  | 1992 | US Open (2)             | Duro   | Gigi Fernández    | Jana Novotná Larisa Savchenko             | 7–6(7–4), 6–1       |
| Campeã  | 1993 | Aberto da Austrália (1) | Duro   | Gigi Fernández    | Pam Shriver Elizabeth Smylie              | 6–4, 6–3            |
| Campeã  | 1993 | Roland Garros(3)        | Saibro | Gigi Fernández    | Jana Novotná Larisa Savchenko             | 6–3, 7–5            |
| Campeã  | 1993 | Wimbledon (3)           | Grama  | Gigi Fernández    | Jana Novotná Larisa Savchenko             | 6–4, 6–7(9–11), 6–4 |
| Campeã  | 1994 | Aberto da Austrália (2) | Duro   | Gigi Fernández    | Patty Fendick Meredith McGrath            | 6–3, 4–6, 6–4       |
| Campeã  | 1994 | Roland Garros (4)       | Saibro | Gigi Fernández    | Lindsay Davenport Lisa Raymond            | 6–2, 6–2            |
| Campeã  | 1994 | Wimbledon (4)           | Grama  | Gigi Fernández    | Jana Novotná Arantxa Sánchez Vicario      | 6–4, 6–1            |
| Vice    | 1995 | Aberto da Austrália (1) | Duro   | Gigi Fernández    | Jana Novotná Arantxa Sánchez Vicario      | 6–3, 6–7(3–7), 6–4  |
| Campeã  | 1995 | Roland Garros (5)       | Saibro | Gigi Fernández    | Jana Novotná Arantxa Sánchez Vicario      | 6–7(6–8), 6–4, 7–5  |
| Vice    | 1995 | Wimbledon (3)           | Grama  | Gigi Fernández    | Jana Novotná Arantxa Sánchez Vicario      | 5–7, 7–5, 6–4       |
| Campeã  | 1995 | US Open (3)             | Duro   | Gigi Fernández    | Brenda Schultz Rennae Stubbs              | 7–5, 6–3            |
| Vice    | 1996 | Roland Garros (3)       | Saibro | Gigi Fernández    | Lindsay Davenport Mary Joe Fernandez      | 6–2, 6–1            |
| Campeã  | 1996 | US Open (4)             | Hard   | Gigi Fernández    | Jana Novotná Arantxa Sánchez Vicario      | 1–6, 6–1, 6–4       |
| Campeã  | 1997 | Aberto da Austrália (3) | Hard   | Martina Hingis    | Lindsay Davenport Lisa Raymond            | 6–2, 6–2            |
| Campeã  | 1997 | Roland Garros (6)       | Saibro | Gigi Fernández    | Mary Joe Fernandez Lisa Raymond           | 6–2, 6–3            |
| Campeã  | 1997 | Wimbledon (5)           | Grama  | Gigi Fernández    | Nicole Arendt Manon Bollegraf             | 7–6(7–4), 6–4       |
| Vice    | 1997 | US Open (1)             | Duro   | Gigi Fernández    | Lindsay Davenport Jana Novotná            | 6–3, 6–4            |
| Vice    | 1998 | Aberto da Austrália (2) | Duro   | Lindsay Davenport | Martina Hingis Mirjana Lučić              | 6–4, 2–6, 6–3       |
| Vice    | 1998 | Roland Garros (4)       | Saibro | Lindsay Davenport | Martina Hingis Jana Novotná               | 6–1, 7–6(7–4)       |
| Vice    | 1998 | Wimbledon (4)           | Grama  | Lindsay Davenport | Martina Hingis Jana Novotná               | 6–3, 3–6, 8–6       |
| Vice    | 1998 | US Open (2)             | Duro   | Lindsay Davenport | Martina Hingis Jana Novotná               | 6–3, 6–3            |
| Vice    | 1999 | Aberto da Austrália (3) | Duro   | Lindsay Davenport | Martina Hingis Anna Kournikova            | 7–5, 6–3            |

#### Duplas Mistas: 4 (2 títulos, 2 vices)
| Posição | Ano  | Campeonato              | Piso  | Parceiro   | Oponentes                        | Placar                  |
| ------- | ---- | ----------------------- | ----- | ---------- | -------------------------------- | ----------------------- |
| Campeã  | 1990 | Aberto da Austrália (1) | Duro  | Jim Pugh   | Zina Garrison Rick Leach         | 4–6, 6–2, 6–3           |
| Vice    | 1990 | US Open (1)             | Duro  | Jim Pugh   | Elizabeth Smylie Todd Woodbridge | 6–4, 6–2                |
| Vice    | 1991 | Wimbledon (1)           | Grama | Jim Pugh   | Elizabeth Smylie John Fitzgerald | 7–6(7–4), 6–2           |
| Campeã  | 1995 | Aberto da Austrália (2) | Duro  | Rick Leach | Gigi Fernández Cyril Suk         | 7–6(7–4), 6–7(3–7), 6–4 |

### Jogos Olímpicos

#### Duplas: 1 medalha (1 bronze)
| Posição | Ano  | Local     | Surface | Parceira         | Oponentes | Placar    |
| ------- | ---- | --------- | ------- | ---------------- | --------- | --------- |
| Bronze  | 1992 | Barcelona | Saibro  | EUN Leila Meskhi | -         | Não houve |

Meskhi e Zvereva perderam na semifinais para Gigi Fernández e Mary Joe Fernández 6–4, 7–5. Em 1992, não houve disputa de 3° lugar.